# Jövevényszavak a japán nyelvben
A japán nyelvben a szavak három csoportja közül kettőt a jövevényszavak alkotnak, melyeknek további alcsoportjai vannak.

## Kango (漢語)
A kango, más néven "han szavak", dzsiongo (字音語) vagy sino-japán szókészletet a modern kínai kivételével a kínai nyelv egyéb változataiból átkerülő szavakat alkotja.

## Története
A kínai karakterek átvétele indította meg Japánban a szavak átvételének folyamatát, az eddigi bizonyítékok szerint az 5. század körül.
A kínai kultúra több tekintetben példa volt a Japánok számára, így amikor kulturális, politikai vagy vallási elemek átvételekor új kifejezésekre volt szükség sokszor az eredeti kínai szót vették alapul, például, a "sóen"(荘園 vagy 庄園) szó a Tang-dinasztia korabeli befolyásosságának köszönhetően került a japán nyelvbe.
Mivel az olyan tudományok és tevékenységek, mint a kereskedelem, jog, adminisztráció stb. Japánban a férfi elit kiváltsága volt, nem vették jó néven ha nők használtak kango szavakat. Számos esetben az udvariasság és a tisztelet jele is volt kínai eredetű kölcsönszavakat használni.

## Írásmód
Mivel a jövevényszavak alkalmazkodnak a befogadó nyelv helyesírásához és fonetikai rendszeréhez ezen szavak nagy része sino-xenikus olvasattal terjedt el és használatos még ma is Japánban. A Japánban ma is rendszeresen használatos számnevek egy része kango.
A Japánban alakult kango szavak csoportját nevezzük vaszei-kangónak.

## Gairaigo (外来語)
A gairaigo csoportba azok a jövevényszavak tartoznak, melyeket a japán nyelv nem a kínaiból, illetve, kizárólag a modern kínaiból vett át.
A gairaigo szavak egyik legnagyobb csoportja, melyeket kizárólag az angol nyelvből átvett szavak alkotnak, a vaszei-kangóhoz hasonlóan ezek is Japánban születtek.

## Története
Mivel nem tudjuk pontosan, hogy hány szó van a japán nyelvben, a jövevényszavak megállapítása sem lehet pontos. Ehhez még az is hozzájárul, hogy mint minden, úgy a japán nyelv szavai is eltűnhetnek a használatból vagy újak születhetnek. A legtöbb szótár 20.000 és 50.000 között becsli számukat. A jövevényszavak elterjedéséhez nagyrészt a globalizáció és ezzel együtt Japán nyugat felé történő nyitópolitikája is hozzájárult. Az új tárgyak, fogalmak megismerése tette szükségessé az új szavak átvételét. Az addig elzárt Japánba csak a hollandok juthattak el nagaszaki kikötőjén át, így adaptálták az első európai szavakat a japán nyelvbe. A portugálok is a Japán területén elsőként megjelenő európaiak között voltak, ekkortól kezdődött meg Japán nyugati mintájú modernizációja és nyitása, így a legkorábbi gairaigo szavak egy része a hollandon kívül portugál eredetű. Itt is megfigyelhető, hogy a szavak és az eszmék átvétele sokszor együttjártak, például a keresztény ideológiáknak köszönhetően sok vallással kapcsolatos szó került a japán nyelvbe, például bateren (portugálul padre) -pap, atya. A németből szintén a nyitópolitikájuk miatt a Meidzsi-kor idején vettek át szavakat. Ezek jelentős része a gyógyszerészettel kapcsolatos, melyet a japánok a németektől tanultak el. Például: japán karute (németül Karte) mely kórlapot jelent, sare (németül: Schale) - petricsésze, noiróze (Neurose németül) - neurózis, herupeszu (németül Herpes) - herpesz.
A vaszei-eigo szavak bejövetele a világháborúk után megnőtt, melyhez az is hozzájárult, hogy a gazdaságilag és kulturálisan fejlettebb államokra akartak hasonlítani. Manapság az egykor átvett jövevényszavaknak csak egy részét használják. Egyik leggyakoribb előfordulási helyük a divatlapok.

## Írásmód
Jövevényszavak írásakor leggyakrabban a katakana írásrendszert használják a japánok, ám előfordul a kandzsikból álló atedzsi írásmód is.
Még ha általában meg is figyelhető egy szabályszerűség, mivel pontos morfológiai szabály nincs egyes hangok átírására előfordulhat, hogy két különböző szóban bár ugyanazok a hangok fordulnak elő, a japán nyelvbe való átvétel után már eltérő fonémával használják ezeket a szavakat. Például, a Hanshin Tigrisek (阪神タイガース, Hansin Taigaaszu, angolul: Hanshin Tigers) nevű sportcsapat esetében az utolsó szótag "szu"-ként használatos, míg a Csúnicsi Sárkányok (中日ドラゴンズ - Csúnicsi Doragonzu, angolul: Chunichi Dragons) esetében az angol szóvégi "s" hang már "zu"-ra változik.

## Megítélésük
Egy japán férfi beperelte a köztévét, mivel szerinte az túl sok jövevényszót használt. Azzal indokolta a pereskedést, hogy szerinte a hozzá hasonló idős emberek így nem értik az adást, amelyért ők fizetnek.
Egyesek szerint ezek a szavak hasznosak és megkönnyítik az idegen nyelvek (például angol) tanulását. Mivel a japán írásrendszer nem alkalmas az idegen szavak tökéletes visszaadására fonetikailag, ezenkívül szemantikai és nyelvtani átalakulások is előfordulnak a szavak átvételekor mindez megkérdőjelezhető.